# Filips Sogn
Filips Sogn er et sogn i Amagerbro Provsti (Københavns Stift). Sognet ligger i Københavns Kommune; indtil Kommunalreformen i 1970 lå det i Sokkelund Herred (Københavns Amt).
Filips Sogn er oprettet i 1907, hvor sognet blev udskilt fra Sundby Sogn som et resultat af, København blev udvidet meget i samme periode. Sognet ligger mellem Backersvej i øst, Øresundsvej i nord, Amagerbrogade i vest og Smyrnavej/Cypernsvej/Samosvej i syd. 
I Filips Sogn ligger Filips Kirke.
I Filips Sogn findes flg. autoriserede stednavne:
- Sundbyøster (bebyggelse, ejerlav)